# 广东省消防救援总队
广东省消防救援总队，加挂广东省消防救援局牌子，是中华人民共和国广东省的消防救援机构，由中华人民共和国应急管理部与广东省人民政府双重领导，承担广东省的火灾扑救、消防监督、抢险救援等职责。

## 历史沿革
1965年8月，根据国防部、公安部、内务部、财政部、国家编委《关于公安消防民警实行义务兵役制有关问题的联合通告》精神，广东省消防民警班长以下人员实行义务兵役制。
1973年12月起，消防队伍由公安机关统一领导。1980年8月，根据国务院、中央军委批准的《关于全国武装民警工作会议情况的报告》精神，广东省消防中队干部改为现役制。
1983年1月，广东省公安消防队伍纳入武警序列，设立中国人民武装警察部队广东省总队消防处，受广东省公安厅和武警广东省总队双重领导。1985年11月，根据公安部《关于加强消防部队领导关系的几项决定》，消防部队改由各级公安机关直接领导，仍列入武警序列，消防处改称广东省公安厅消防处（亦称广东省公安消防总队）。
2018年3月，《深化党和国家机构改革方案》公布，公安消防部队全部退出现役，成建制划归应急管理部，承担灭火救援和其他应急救援工作，现役编制全部转为行政编制。10月9日，公安消防部队移交应急管理部交接仪式举行。2018年12月30日，广东省消防救援总队举行授旗授衔和换装仪式。2019年12月27日，广东省消防救援总队正式挂牌。
2024年6月，各消防救援总队、支队、大队相继加挂驻地省、市、县三级消防救援局牌子。6月18日，广东省消防救援总队加挂广东省消防救援局牌子。

## 职责
根据《消防救援队伍总队及以下单位机构编制方案》，广东省消防救援总队承担下列职责：
1. 承担城乡综合性消防救援工作，负责指挥调度相关灾害事故救援行动，承担重要会议、大型活动消防安全保卫工作。
2. 承担火灾预防、消防监督执法以及火灾事故调查处理相关工作，依法行使消防安全综合监管职能，推动落实消防安全责任制。
3. 参与拟订消防专项规划，参与起草地方性消防法规、规章草案并监督实施。
4. 负责消防救援队伍综合性消防救援预案编制、战术研究和执勤备战、训练演练等工作。
5. 负责消防救援信息化和应急通信建设，承担综合性消防救援行动应急通信保障工作。
6. 负责消防安全宣传教育，组织指导社会消防力量建设。
7. 负责消防应急救援专业队伍规划、建设与调度指挥，参与组织协调动员各类社会救援力量参加救援任务。
8. 负责消防救援队伍建设与管理。
9. 完成应急管理部和所在省（区、市）党委政府交办的相关任务。

## 组织机构
根据《消防救援队伍总队及以下单位机构编制方案》，广东省消防救援总队属于一类总队。

### 机关内设机构和直属单位
广东省消防救援总队机关设有15个业务处室，另辖1个应急通信与车辆勤务大队。
- 灭火救援指挥部
  - 指挥中心
  - 作战训练处
  - 特种灾害救援处
  - 信息通信处
- 政治部
  - 机关党委（组织教育处）
  - 人事处
  - 队务处
- 办公室
- 纪检督察室
- 审计室
- 防火监督处
- 法制与社会消防工作处
- 火调技术处
- 新闻宣传处
- 后勤装备处
- 财务处

### 消防救援支队、大队
广东省消防救援总队下辖有23个支队，包括中国救援广东机动专业支队、21个地级市消防救援支队、1个训练与战勤保障支队，另直辖1个特勤大队。
- 中国救援广东机动专业支队
- 广州市消防救援支队
- 深圳市消防救援支队
- 佛山市消防救援支队
- 东莞市消防救援支队
- 中山市消防救援支队
- 珠海市消防救援支队
- 江门市消防救援支队
- 肇庆市消防救援支队
- 惠州市消防救援支队
- 汕头市消防救援支队
- 潮州市消防救援支队
- 揭阳市消防救援支队
- 汕尾市消防救援支队
- 湛江市消防救援支队
- 茂名市消防救援支队
- 阳江市消防救援支队
- 云浮市消防救援支队
- 韶关市消防救援支队
- 清远市消防救援支队
- 梅州市消防救援支队
- 河源市消防救援支队
- 广东省消防救援总队训练与战勤保障支队
- 广东省消防救援总队特勤大队

## 救援力量
根据《消防救援队伍总队及以下单位机构编制方案》，广东省消防救援总队为一类总队，编制总额8824名，其中干部2990名、消防员5834名。

## 行动
2016至2020年间，广东省消防救援队伍接处警64万余起，出动救援力量69万余人次，抢救、疏散被困人员27.3万余人次、挽回财产损失223亿余元。

## 历任领导

### 广东省公安消防总队
| 总队长 - 曹奇 武警大校（2017年4月—2019年1月） | 政治委员 - 黄远杰 武警大校（2016年—2018年） |

### 广东省消防救援总队
| 总队长 - 张明灿 高级指挥长（2019年—2024年） - 高宁宇 高级指挥长（2024年—） | 政治委员 - 吴瑞山 高级指挥长（2019年—2024年） - 肖枭 高级指挥长（2024年—） |